# Zorunovac
Zorunovac (cyr. Зоруновац) – wieś w Serbii, w okręgu zajeczarskim, w gminie Knjaževac. W 2011 roku liczyła 107 mieszkańców.